# Lenz Elektronik

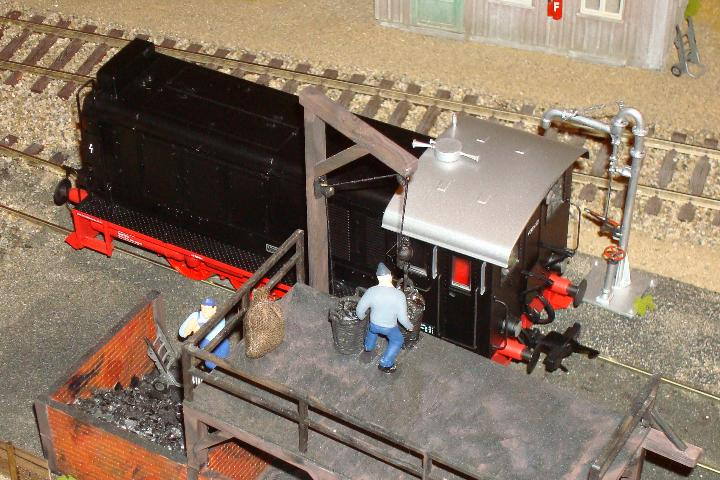
Lenz Elektronik V 36 der Deutschen Bundesbahn als Modell der Spur 0

Die Lenz Elektronik GmbH ist ein in der Modelleisenbahnbranche tätiges Unternehmen mit Sitz in Gießen.

## Geschichte
1979 wurde Lenz Elektronik als Ein-Mann-Betrieb von Bernd Lenz gegründet. Das Unternehmen stellt von Beginn an eine Vielzahl von elektronischen Komponenten her. Durch die Entwicklung des DCC-Formates zur digitalen Steuerung von Modelleisenbahnen wurde es weltweit bekannt. Dieses Format wurde 1993 von der Amerikanischen National Model Railroad Association (NMRA) zum digitalen Standardformat erklärt.
Seit längerem werden auch ein Gleissystem, Triebfahrzeuge und Wagen für die Spur 0 im Maßstab 1:45 hergestellt. Die Triebfahrzeuge und Wagen sind nach Vorbildern der Deutschen Bundesbahn (DB) im Zustand der Nachkriegszeit, etwa dem Zeitraum der 1950er bis 1980er Jahre. Der Hersteller gilt in Deutschland als Marktführer bei Modelleisenbahnen der Spur 0. Daneben stellt Lenz Elektronik eine kleine Auswahl von Spur-H0-Lokomotiven nach deutschen Vorbildern her.
Lenz Elektronik entwickelt die Produkte selbständig im eigenen Haus in Gießen, lässt aber diese in China herstellen. Die Entwicklung, der Service und Vertrieb erfolgt seit 2013 in einem eigens für die Firma Lenz Elektronik für rund 1,5 Millionen Euro erbauten Neubau mit einer Fläche von 1000 Quadratmetern mit Bürogebäude und Lagerhalle im Ortsteil Lützellinden.
Das als GmbH (Gesellschaft mit beschränkter Haftung) eingetragene Unternehmen mit einem Kapital von rund 200 000 Euro beschäftigt mit Stand 2014 rund 15 Mitarbeiter und setzte im Geschäftsbereich der elektronischen Bauteile rund 1,5 Millionen Euro um, im Geschäftsbereich der Spur 0 (Gleise, Triebfahrzeuge und Wagen) rund 4 Millionen Euro.
Zum 1. Januar 2020 wurde die Firma Lenz Elektronik an die Modelleisenbahngesellschaft mbH (MEG), Weiden verkauft.